# لعت
لعت هي إحدى القرى اللبنانية من قرى قضاء بعلبك في محافظة بعلبك الهرمل.